# Šlomo Elijahu
Šlomo Elijahu (hebrejsky שלמה אליהו‎, narozen 18. ledna 1936) je izraelský podnikatel, politik a bývalý poslanec Knesetu za strany Daš, Tnu'a demokratit a Achva

## Biografie
Narodil se v Bagdádu v Iráku, kde také získal vzdělání. V roce 1950 přesídlil do Izraele. Roku 1968 založil Pojišťovnu Elijahu.

## Politická dráha
V izraelském parlamentu zasedl po volbách v roce 1977, do nichž šel za stranu Daš. Mandát ale získal až dodatečně, v únoru 1978, jako náhradník po rezignaci poslance Me'ira Zoreji. Stal se členem výboru finančního a výboru pro imigraci a absorpci. Během volebního období se ale poslanecký klub Daš rozpadl a Elijahu přešel do frakce Tnu'a demokratit. Roku 1980 vytvořil vlastní politickou formaci nazvanou Achva. Ve volbách v roce 1981 nekandidoval a věnoval se nadále podnikání.